# Det Kongelige Vajsenhus
Det Kongelige Vajsenhus er en privat grundskole i Nørre Farimagsgade i København med næsten 300 års historie. Skolen har ca. 300 elever og 25 lærere. Det er under protektion af dronning Magrethe. Skolen har retten til at udgive Den Danske Salmebog, og overskuddet går til fripladser til en del af skolens elever.

## Historie
I 1727 beordrede Frederik 4. ved reskript af 21. juli og 29. september samt forordning af 21. juli samme år Missionskollegiet at bidrage med midler til oprettelsen af et vajsenhus i København. Han skænkede det tidligere ridderlige Akademis bygninger på Nytorv, hvor Domhuset nu står, til formålet.
Den 11. oktober 1727 åbnede Vajsenhuset. Kongen havde skænket det en række privilegier som anlæg af fabriksdrift, apotek, bogtrykkeri og boghandel. Bygningen nedbrændte året efter under Københavns brand 1728. En ny bygning blev opført og igen ombygget i 1765.
I slutningen af 1720'erne og begyndelsen af 1730'erne var Enevold Ewald, digteren Johannes Ewalds far, præst ved Vajsenhuset. Han var grebet af pietismen – særligt som den udformedes af herrnhuterne – og Vajsenhuset blev rammen om mange bønnemøder.
I 1795 brændte Vajsenhuset igen i den næste bybrand. Vajsenhusets aktiviteter blev derefter spredt til flere steder, hvorfra der blev drevet skole, bogtrykkeri etc. I 1811 flyttede det til Købmagergade og ophørte i 1826 som skolehjem. Vajsenhuset flyttede i 1875 til sin nuværende beliggenhed i Nørre Farimagsgade i en bygning opført 1874–75 af Carl Ferdinand Rasmussen, der vandt en konkurrence. Bygningen er inspireret af florentisk renæssance.
1740 fik Vajsenhuset eneret på både udgivelse og trykning af bibler og salmebøger. Det er stadig samme stiftelse, der står for trykningen i dag. Siden reformationen i 1536 er kun 15 autoriserede salmebøger udgivet.
Oprindeligt gjorde prisen Bibelen uopnåelig for de fleste; men efter 1740 da Vajsenhuset fik eneret på at trykke den, sank prisen til 1-2 rigsdaler, så Bibelen blev mere udbredt i hjemmene og blev i 1800-tallet en almindelig gave til brudepar.
Før 1848 hørte Vajsenhuset under Danske Kancelli, derefter kom det under Justitsministeriets 2. kontor. Fra 1870 kom det under undervisningsvæsenet.

## Elevsammensætningen
I Frederik 4.'s fundats fra 1727 omfattede forældreløse og faderløse børn. Senere blev der også gjort plads til børn af enlige forsørgere generelt og til "uægte børn" under særlige omstændigheder. De forældreløse børn blev omtalt som "Vajsere".
På baggrund af faldende elevtal blev det i 2017 besluttet at gøre Vajsenhuset til en privat grundskole. Den nye leder, Matthias Bruun fortalte i et interview med Kristeligt Dagblad i 2019, at I dag giver det ingen mening at drive en skole for børn af enlige forsørgere. Skolens fundats har stadig betydning, idet forældreløse børn har friplads, og børn af enlige forsørgere har indtægtsreguleret hel eller delvis friplads, og den samme mulighed har de øvrige børn, blot med lidt højere indtægtsgrænser.

## Kendte elever
- Statsminister Anker Jørgensen
- Skibsreder Per Henriksen
- Viceskoleinspektør Victor Cornelins
- Dagny Christensen